# Lakeville (Minnesota)
Pour les articles homonymes, voir Lakeville.
Lakeville est une ville de l'État du Minnesota située dans le Comté de Dakota à 37 kilomètres au sud de Minneapolis. Lors du recensement de 2020, la population de Lakeville était de 69 490 habitants, et l'estimation du bureau du recensement des États-Unis était de 74 553 habitants en 2022.

## Histoire
Le peuple Dakota a laissé la plupart du Minnesota du sud aux européens dans le Traité de la Traverse des Sioux en 1851. Peu après, en 1855, J.J. Brackett, un baron du bois et facteur de Saint Paul, a dressé une carte d'un site près de Prairie Lake et a appelé le village Lakeville. Ce lac fut plus tard renommé Lake Marion après le Colonel Marion Savage en 1910.
La commune rurale pris plus tard le nom de Lakeville Township, et fut établie en 1858. Les premiers colons étaient presque tous des fermiers, dont beaucoup avaient des origines scandinaves, suivi par les Irlandais, les Écossais, puis les Anglais. Dans le journal intime de Karen Miller de 1840 à 1895, les Danois avaient surpassé les Norvégiens en nombre et les voyages vers Minneapolis n'étaient pas rares pour la commune rurale.
Vers la fin du XXe siècle, en 1967, la ville de Lakeville fut incorporée officiellement. Pendant les années 2000, la croissance en population et en logement à cause des coûts de terrain grandissants dans la région métropolitaine firent de Lakeville une ville avec un développement économique et démographique rapide.

## Géographie
D'après le bureau de recensement des États-Unis, la ville a une superficie totale de 97,2 km2, dont 93,7 sur la terre et 3,5 sur l'eau. Comme son nom l'indique, Lakeville contient plusieurs lacs ainsi que des centaines de marais à ses frontières. Les deux plus grands lacs sont Lake Marion et Orchard Lake qui sont beaucoup utilisés pour la récréation, la pêche, la navigation, et la natation. Une partie de la Vermillion River passe à travers Lakeville.

## Démographie
| Groupe            | Lakeville | Minnesota | États-Unis |
| ----------------- | --------- | --------- | ---------- |
| Blancs            | 89,3      | 85,3      | 72,4       |
| Asiatiques        | 4,1       | 4,0       | 4,8        |
| Afro-Américains   | 2,5       | 5,2       | 12,6       |
| Métis             | 2,5       | 2,4       | 2,9        |
| Autres            | 1,2       | 2,0       | 6,4        |
| Amérindiens       | 0,4       | 1,1       | 0,9        |
| Total             | 100       | 100       | 100        |
|                   |           |           |            |
| Latino-Américains | 3,5       | 4,7       | 16,7       |

Selon l'American Community Survey, pour la période 2011-2015, 91,70 % de la population âgée de plus de 5 ans déclare parler anglais à la maison, alors que 3,55 % déclare parler l'espagnol, 0,71 % le vietnamien, 0,56 % une langue chinoise et 3,48 % une autre langue.